# Képző- és Iparművészeti Szakgimnázium és Kollégium
A budapesti Képző- és Iparművészeti Szakgimnázium és Kollégiumban („Kisképző”) 10 szak oktatása folyik. Az iskola feladata többrétű. Egyrészt a képző- és iparművészeti szakmák kivitelező apparátusa számára képez szakmailag felkészült, a művészeti területeken tájékozott középfokú végzettségű szakembereket, és arra is esélyt ad, hogy a végzett növendékek a mára kihaló, és ezért egyre értékesebb kézműves szakmákban önállóan biztosítsák boldogulásukat. A fő cél mégis az, hogy a kiemelkedő tehetségű és szorgalmú tanulók számára elősegítse a művészeti főiskolákra, vagy a többé-kevésbé rokon főiskolákra, egyetemekre (Magyar Képzőművészeti Egyetem, Moholy-Nagy Művészeti Egyetem, Műegyetem Építészmérnöki Kar, ELTE Művészettörténet Szak, Pedagógiai Főiskolák stb.) való sikeres jelentkezést.
Az iskolába felvett tanulók első pillanattól valamelyik szak növendékei, tehát kezdettől egy bizonyos szakmával ismerkednek, művészeti ágat művelnek. Emellett nagy óraszámban szabadkézi rajzot, művészettörténetet és más kiegészítő művészeti tárgyakat is tanulnak, vagyis alapos általános művészeti képzést kapnak.

## Szakok

### Alkalmazott fotográfus
Kiképző szakosztály, ahol a tanulók, megismerve a fotó sajátos formanyelvét, felkészülnek a fotóriport, az illusztráció, a műszaki és reklámfényképezés, valamint a képzőművészeti fotóhasználat területén való sikeres működésre. A legkülönbözőbb helyszíneken és témákban készített felvételeik kidolgozása során megismerik a hagyományos és elektronikus, digitális képfeldolgozási technikákat, az ahhoz szükséges számítástechnikai ismeretekkel együtt. Mindemellett a növendékek áttekintik a fotóművészet történetét, és a fotográfia olyan társterületeit, mint például az újságok, kiadványok tördelése, és a képszerkesztés.

### Alkalmazott grafikus
Szakosztály, ahol a tananyag felöleli a reklámgrafikai műfajok (plakát, csomagolás, illusztráció stb.) és a sokszorosító grafikai eljárások (rézkarc, linómetszet, kőnyomat stb.) technikai és elméleti alapjait, ide értve a legújabb számítógépes grafikai ismereteket is.

### Divat- és stílustervező szakosztály
Szakosztály, amely az országban egyedülálló módon az öltözködést komplex módon dolgozza fel: nagy hangsúlyt fektet nem csak a ruházatra, hanem az öltözködés kiegészítőinek megtervezésére egyaránt, valamint mindezek kivitelezésére is (szerkesztés, modellezés, makettezés, varrás, díszítő technikák, bőrdíszmű).

### Festő
Szakosztály, ahol a tanulók megtanulják az építészettel kapcsolatos „murális" műfajok és technikák (mozaik, freskó, szekkó, tűzzománc, üvegablak stb.) elméleti és gyakorlati alapismereteit, és kiemelten foglalkoznak táblaképfestéssel is.

### Mozgókép- és animációkészítő
Szakosztály, ahol a diákok elsajátítják a klasszikus és animációs filmkészítés alapvető ismereteit. Filmes és animációs szaktörténetet tanulnak, megismerik a kortárs tendenciákat, tanulják a mozgókép-készítésben használatos számítógépes programokat, továbbá multimédiás alkalmazásokat, tematikus művészi fényképeket, animációs filmeket készítenek.

### Keramikus
Szakosztály, amelynek tanulói megtanulják a korongozást, felrakást, mintázást, öntést és mázazást, és foglalkoznak a szakma anyag-, technológiai- és történeti ismereteivel.

### Ötvös
Szakosztály, ahol a tanulók ötvösmunkákat terveznek, és megtanulják a kivitelezésükhöz szükséges technológiák, a fémművesség gyakorlati alkalmazását.

### Szobrász
Szakosztály, ahol a tanulók a különösen fontos mintázáson túl foglalkoznak gipszöntéssel, makettkészítéssel, kőfaragással, különféle formázásokkal, sokszorosítással és bronzöntéssel.

### Textilműves
Szakosztály, ahol a tanulók megismerkednek a korszerű textilműves technológiákkal (batikolás, dúcnyomás, síkfilmnyomás, gobelin- és szőnyegszövés, nyüstös szövetek készítése, szabás-varrás stb.). Mindezt rajzi- és formatanulmányok, modellrajz, a textilművészet története a kezdetektől a modern törekvésekig, textiltervezési és mintatervezési alapismeretek egészítik ki.

### Üvegműves
Szakosztály, ahol a diákok megismerik az üveg megmunkálásának lehetőségeit, a formatervezés alapjait, és tágabb értelemben az üveg mint speciális tulajdonságokkal rendelkező anyag használatát, ide értve a melegüveggel való foglalatosságot is, amihez az iskolában üveghuta is rendelkezésre áll.

### A közelmúltban megszűnt szakok

#### Bútorműves
A bútorműves szakosztályon, a tanulók a bútorok szerkesztésével, készítésével foglalkoztak, és emellett bútortörténettel, anyagismerettel, de olyan belsőépítészeti alapkérdésekkel is, mint egy adott berendezés funkciója, vagy egy lakás „működése".
A szakképzést az Emberi Erőforrások Minisztériuma a szakgimnáziumi kerettanterv tervezésekor megszüntette.

#### Könyvműves
Szakosztály, ahol a diákok megismerték a könyv történetét, a különféle kötésmódokat, bőrdíszítő technikákat, az alapfokú restaurálást. A tervezési feladatok során könyveket, borítókat terveztek, és megismerkedtek a könyvet felépítő anyagfajtákkal (papír, bőr, vászon).
A szakgimnáziumi kerettanterv bevezetésekor megszűnt önálló szakként működni, a könyvkötőműhely jelenleg a grafika szakhoz tartozik.

## Az iskola története
„Ő cs. és kir. apostoli Felsége legkegyelmesebb Urunk nevében …, hogy miután Ő szent Felsége az egész magyar királyság és kapcsolt részeinek kiváló javára és hasznára valónak tartja a mesterségek és különböző fajú művességek honbeli művelésének helyesebb rendezését és napról napra való tökéletesítését az állandó nevelési rendszer alapján, mely szerint az elemi iskolához az úgynevezett rajziskolák (scholae graphidis seu artis ut vocant delineratoriae) is bevezetendők, különösen a mesteremberek és kézművesek számára, elhatározta, hogy a budai elemi főtanodánál is, minthogy ez a város a szomszédos Pest városával együtt mintegy az ország szívében fekszik, a mesteremberek és kézművesek által az egész Magyarország területéről mindenünnen könnyen megközelíthető, a közjó javára felállítja a rajziskolát. ..Bécs, 1778. ápr.”
A Képző- és Iparművészeti Szakközépiskola két iskola egyesítéséből jött létre. Őse az 1778-ban megindult Budai Rajziskola (Schola Graphidis Budensis) és a 10 évvel később meginduló pesti.
A Budai Rajziskolát Mária Terézia 1777-es rendelete, a Ratio Educationis nyomán alapították. Feladata elsősorban az iparostanoncok és tanítójelöltek rajzi képzése volt. A helyi igények is sürgették a rajziskolák felállítását, mert a manufaktúrák gyártmányaival szemben a kézmûiparosok csak úgy állhatták meg a helyüket, ha fejlesztették szakmai készségüket, főleg stílusismeretüket. Erősen megnövekedett ugyanis az igény – a polgárosodás folyamán – a klasszicista díszítőművészet alkotásai iránt. A régi elemi iskola által nyújtott ismeretek és az inasiskolák elvégzése már kevésnek bizonyult, s egyre sürgetőbbé vált az iparos-továbbképzés és az ipari rajzoktatás bevezetése. Kísérletek ezek megszervezésére a Ratio kiadása előtt is történtek. A pesti Építőmesterek Céhének 1695-ből való kiváltságlevele alapján a céh már szabályzatfélét dolgozott ki az oktatásról és rajzoktatásról, 1726-ban pedig tanácskozást folytatott a rajzoktatás szükségességéről. Hosszas próbálkozások után végül 1778. április 2-i keltezéssel az Udvari Kancellária kiadja a Schola Graphidis Budensis alapítólevelét. Ugyanebben az évben történt intézkedés a győri rajziskola megszervezésére is (ez azonban csak 8 év múltán, 1786-ban valósult meg). Abban az időben az iskola növendékei többségükben kőművesek, ácsok, kőfaragók, asztalosok, üvegesek, szobafestők, rézművesek, de voltak aranyművesek, tímárok, bőrösök, sőt cukrászok is. A rajzolás gipszformák és mintalapok után történt. A mintalapok, melyek az Osztrák Császárság országaiból, Franciaországból és Európa egyéb területeiről kerültek az iskola könyvtárának gyűjteményébe, felbecsülhetetlen értékűek, hiszen a kézművesipar reneszánszát éljük, s ezek a néhány éve megkezdett felújítási munkák autentikus forrásai. A beiratkozott tanulók száma Buda és Pest népességéhez viszonyítva igen nagy volt.
1778-ban 25 fővel kezdtek Budán, de 1795-ben már 152 volt a növendékek száma, s 1820 körül csak az iparos tanulók száma meghaladta a 200-at. A pesti iskola indulási létszámát nem ismerjük, de annyit tudunk, hogy 1848 után rohamosan emelkedett, s 1867-ben 1700-nál is magasabb volt. A két rajziskola kezdettől fogva a művészeti képzést is feladatának tekintette. 1846-ig, a Marastoni-féle Festőakadémia létrejöttéig néhány alig ismert magániskolától eltekintve a művészképzés terén az első lépések irányításában, a technikai eljárások oktatásában úttörő szerepet játszottak. 1850-től már nemcsak rajzot, hanem heti két órában általános elméleti tárgyakat is kezdtek tanítani az ipari tanoncok számára.
Az 1885-ben Pestre telepített volt Schola Graphidis Budensist Buda és Pest egyesítése után, 1886-ban a Pesti Rajzoló Oskolával, ill. Felsőiparrajziskolával egybeolvasztották, Székesfővárosi Iparrajziskola néven. Vidéky János, aki 1879-től 1900-ig, haláláig vezette az iskolát és az Iparrajziskola új szervezetét létrehozta, az iparoktatás terén országos viszonylatban is nagy szaktekintély volt. Keleti Károllyal, Szterényi Józseffel együtt az ipari szakoktatás egyik lelkes úttörője. „Módszeres rajzoktatás" című munkáját külföldön is jól ismerték. Az ő igazgatása alatt tartozott a külföldi diákok sorába Charles L'Eplattenier, aki a későbbiekben Le Corbusier munkatársa volt. Az 1880-as évek végén az iskola Czukor utcai épülete már szűknek bizonyult, ezért a Vigadó épületében is működött néhány szakosztály.
A folyton terebélyesedő iskola új épületet kívánt. A sajátos igényeknek megfelelően – Kauser József tervei szerint – megépített Oroszlán (a mai Török Pál) utcai új épületbe 1893-ban költözött be az iskola. 1904-től az elméleti oktatás mellett a műhelygyakorlatot is bevezették, abból a felismerésből, hogy a gyakorlati megmunkálás során ismerhetők meg legmegfelelőbb módon az anyag természetes sajátosságaiból kínálkozó művészi formaalakítás szabályai. Megkezdődött a rendszeres művészettörténet-oktatás, episzkópos vetítéssel; az első tanár Lyka Károly volt. A szakrajz kiegészült a szabadkézirajz-tanfolyammal. A képzés színvonalának jellemzésére álljon itt néhány egykor itt tanult, közismert művész neve:
- Id. Markó Károly
- Nagy Balogh János
- Derkovits Gyula

Valamennyien az iskola növendékei voltak. 1911-ben a következő tagozatok működtek:
1. esti iparos továbbképzés (szabadkézi rajz, ipari festő, sokszorosító, női szabó és könyvkötészeti tanfolyam)
2. téli mesterképző tanfolyam (kőműves, ács, kőfaragó és szobafestő segédek számára)
3. nyilvános rajz-mintázás terem;
4. időszakos rajztanfolyamok elemi iskolai tanítók és iparos tanonciskolai tanítók részére.

1913-ban kezdték felszerelni a fotószakosztályt, és 1914-ben indult meg az oktatás Pécsi József vezetésével.
Az 1930-as évektől kezdve a rajzoktatás a szakrajz és a szabadkézi rajz mellett kiegészül az élő modell utáni rajzolással; megkezdődött a népművészet-néprajz tanítása. 1946-tól az iskola Szépmíves Líceummá szerveződött át. Az oktatás célja nem csupán gyakorló kézműiparosok továbbképzése, hanem új, művészi igényű iparos nemzedék nevelése. Megkezdődött a rendszeres közismereti oktatás; a tanterv a magyar, a számtan, a földrajz stb. tanítása mellett kiterjedt a számvitel, iparjog-védelem stb. jellegű ismeretekre is. Ebben az időben agyagműves, bútorműves, női divat, fényképész, grafikai, könyvkötő, bőrdíszműves és textilműves szakosztályok működtek. A tanulók líceumi érettségit és szakképzettségükről tanúskodó végbizonyítványt kaptak, melynek alapján segédvizsgát tehettek. A művészeti főiskolák 1949-ben történt reformja szükségessé tette, hogy ez az iskola is szervesen illeszkedjék a művészeti oktatás új vonalába. Lehetővé kellett tenni, hogy a művészeti főiskolákra is megfelelő előképzést biztosítson, és a művészi ipar számára középfokú szakképzést nyújtson. Így jött létre 1950-ben az Állami Művészeti Gimnázium, majd 1951-től a Képző- és Iparművészeti Gimnázium.
1967-től az iskola Képző- és Iparművészeti Szakközépiskolává alakult át. A változás lényege az volt, hogy minden tanuló egyszerre kapott teljes értékű érettségit (mely birtokában bármely felsőoktatási intézménybe jelentkezhetett), elmélyült rajzi alapképzést (amely előfeltétele volt a művészeti főiskolákra való jelentkezésnek), és szakmai színvonalú képesítést valamely művészeti szakmában (amely az önállósodásra adott esélyt).
Az iskola 1973-tól a Magyar Képzőművészeti Főiskola gyakorlóiskolája lett.
2016-tól az intézmény neve Képző- és Iparművészeti Szakgimnázium és Kollégium.

## Híres volt diákok
- Barát József grafikus, karikaturista
- Baráth Pál grafikus
- Batitz Levente grafikus, festőművész
- Fürtös Ilona textiltervező iparművész, Munkácsy díjas
- Gaál Éva grafikus
- Szebeni Nándor építész
- Somogyi Gábor festő, grafikus, tűzzománc
- Jajesnicza Róbert ötvösművész
- Abaházi Katalin textiltervező iparművész
- Antal András keramikus
- Balogh Mihály (ötvösművész)
- Balatoni Klára ötvös iparművész
- Bánfalvi András formatervező iparművész
- Breznay testvérek, Breznay András festőművész, Breznay Gábor festőművész, Breznay M. József, Breznay Hennebelle Mária, Breznay Klára, Breznay Pál
- Csonka Zsuzsa keramikus
- Farkas Ádám szobrászművész
- Fekete György (belsőépítész), szakíró, politikus, államtitkár
- Fischer Ferenc animátor
- Götz János szobrászművész
- Hartung Sándor festőművész
- Kaliczky Katalin grafikusművész
- Kakasy Éva grafikusművész
- Katona Zsuzsa szobrászművész
- Kemény Péter keramikus
- Kopek Rita festőművész
- Kiss Katalin textilművész
- Málik Irén textilművész
- Márton László Attila belsőépítész
- Nádasdy János festőművész
- Nagy Kriszta (Tereskova) festőművész, zenész
- Nagy Szabolcs belsőépítész
- Pattantyús Gergely üvegműves iparművész
- Pásztor Györgyi grafikusművész
- Pecsenke József festőművész, grafikus
- Polgár Rózsa gobelinművész
- Rakonczay Gábor evezős, extrém sportoló, építész tervezőművész - formatervező
- Rónai Éva gobelinművész
- Rubik Ernő játéktervező, építész, belsőépítész, szobrász
- Schmal Károly festőművész, grafikus
- Szabó Győző színész
- Szász Veronika grafikusművész
- Szegedi Csaba festőművész
- ifj. Szlávics László szobrász-éremművész
- Szunyogh László szobrász-éremművész
- Till Attila riporter, műsorvezető, rádiós, televíziós, filmes
- Tóth Alíz grafikus tervezőművész
- Tóth Krisztina költő, író, műfordító, ólomüveg-készítő
- Tóth László festőművész
- Varga Tamás szobrászművész

- Filkor Anett keramikus

## Épülete
1093 Budapest, Török Pál u. 1. A Kálvin térről Dél felé indulva, a Ráday és a Lónyay utcát összekötő első keresztutca. Az épületet Kauser József tervezte 1893 körül.